# Собаки, управляющие стадом
Собаки, управляющие стадом, или маневрирующие стадом, — породы пастушьих собак, используемые для управления стадами сельскохозяйственных животных под управлением пастуха. Задача собак — заставить стадо, группу животных или отдельное животное двигаться, изменять направление движения или останавливаться. В отличие от сторожевых собак, постоянно находящихся со стадом, пастушьи собаки этого типа постоянно находятся с человеком и работают со стадом лишь в его присутствии и по его команде. В остальное время они могут выполнять другую работу во дворе и в доме и, в сущности, являются универсальными фермерскими собаками, наделёнными специфической способностью пасти скот.
От других используемых в сельском хозяйстве собак эту группу пастушьих пород отличает наличие особого пастушьего инстинкта — инстинктивного желания собирать животных в плотную группу или гнать их перед собой. Чтобы выполнять полезную работу, собака должна быть хорошо обучена. Некоторые породы нуждаются в настойчивой дрессировке, чтобы пресечь нападения на животных. Пастушеское поведение собак, управляющих стадом, представляет собой сложный комплекс, базирующийся на сочетании наследуемого пастушьего инстинкта, традиций семьи, передаваемых щенку в раннем и юном возрасте его матерью и другими сородичами, специальной дрессировки и обучения. Комплекс пастушеских навыков, по-видимому, единственный, созданный человеком в своих интересах и не имеющий биологического смысла, так как бесполезен для диких собак.